# Л'Алкерія-де-ла-Комтеса
Л'Алкерія-де-ла-Комтеса, Алькерія-де-ла-Кондеса (валенс. L'Alqueria de la Comtessa (офіційна назва), ісп. Alquería de la Condesa) — муніципалітет в Іспанії, у складі автономної спільноти Валенсія, у провінції Валенсія. Населення — 1540 осіб (2010).

## Географія
Муніципалітет розташований на відстані близько 350 км на південний схід від Мадрида, 60 км на південь від Валенсії.

## Демографія
Динаміка населення (INE ):

## Галерея зображень

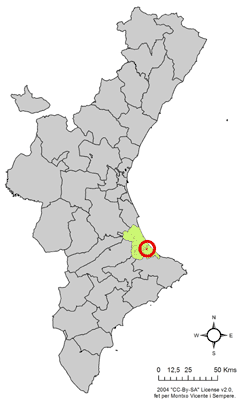
Розташування муніципалітету у автономній спільноті Валенсія
Розташування муніципалітету Л'Алкерія-де-ла-Комтеса у комарці Сафор